# Bavo Cool
Bavo Jozefus Cool (Hasselt, 11 maart 1932 - Galmaarden, 4 februari 2003) was een Belgisch advocaat.

## Biografie
Bavo Cool was een zoon van ACV-voorzitter August Cool. Hij studeerde rechten aan de Katholieke Universiteit Leuven en de Harvard Business School in de Verenigde Staten en werd beroepshalve zakenadvocaat. In 1960 richtte hij de Brusselse vestiging van Cleary Gottlieb Steen & Hamilton op en werd in 1969 de eerste Belgische partner. Samen met onder meer Jean-Pierre De Bandt ondervond hij dat de komst van Amerikaanse kantoren door de balie niet aangemoedigd werd.
Hij was van 1976 tot 1997 lid van de Bankcommissie.
Cool had een interesse in Afrika en werkte van van de jaren 1960 tot 1990 aan grote industriële en agrarische projecten in Algerije, Senegal, Burundi, Rwanda en Mali. Ook was hij om het milieu bekommerd. Zo was hij voorzitter van het uitvoerend comité van WWF België, verantwoordelijk voor het beheer van het nationaal park Akagera in Rwanda en lid van de raad van bestuur van WWF International en betrokken bij de Peace Parks Clubs. Verder was Cool voorzitter van Advocaten Zonder Grenzen en stelde hij onder meer de internationale aansprakelijkheid voor de Rwandese genocide aan de kaak. Hij koppelde justitie aan ontwikkelingssamenwerking met projecten zoals Justice pour tous au Ruanda en Justice pour tous au Burundi en richtte in Arusha een school om advocaten te vormen die voor het genocidetribunaal zouden pleiten op. In mei 1995 schreef hij een open brief aan de Veiligheidsraad van de Verenigde Naties over de noodzaak tot verruiming van de jurisdictie van het Rwandatribunaal.
Hij was lid van de Coudenberggroep, een federalistische denktank.